# Pokémon Red i Pokémon Blue
Pokémon Red i Pokémon Blue (‘Pokémon Vermell’ i ‘Pokémon Blau’) són videojocs de rol desenvolupats per Game Freak i publicats per Nintendo per a la Game Boy. Aquests dos títols, els primers de la sèrie de videojocs Pokémon, sortiren a la venda al Japó a principis del 1996 amb el nom de Pocket Monsters: Red i Pocket Monsters: Green, seguits per l'edició especial Pocket Monsters: Blue, llançada a la tardor del mateix any al país del sol naixent. En conjunt, Pokémon Red/Green/Blue/Yellow va vendre més de 46 milions d'unitats a tot el món, convertint-se en el joc més venut de la història per a Game Boy.
L'any 1998 es llançà aquest últim als Estats Units amb el nom Pokémon Red and Blue; el 1999 estaven disponibles a Europa amb diferents noms segons el país. Aquests varen ser els dos primers jocs de la franquícia Pokémon venuts fora del Japó. El concepte que va originar la creació de Pokémon i, per tant, de Red i Blue, va sorgir arran del passatemps que Satoshi Tajiri, dissenyador principal del joc, realitzava quan era nen i consistia a recol·lectar insectes. Amb el pas del temps, va pensar que els nens havien de relaxar-se de l'estrès que els afligia diàriament. Va decidir que una bona forma de distreure'ls era mitjançant els videojocs. A causa que la Game Boy tenia la capacitat d'intercanviar informació amb una altra consola igual, Shigeru Miyamoto va opinar que devien produir-se diversos cartutxos perquè, en cadascun d'ells, hi hagués diferents criatures i els jugadors poguessin intercanviar-les entre si. Durant el temps del seu llançament, Tajiri es mantenia escèptic davant el fet que els jocs fossin ben rebuts pel públic, doncs anteriorment quan va presentar el projecte a Nintendo ell va pensar que llavors no li donarien llum verda per començar a desenvolupar els jocs; això va ser degut de, principalment al fet que la Game Boy en aquesta època tenia baixes vendes. No obstant això, tots dos títols van augmentar en popularitat, doncs temps després que fossin llançats a la venda, es va descobrir el Pokémon núm. 151: Mew; això va causar una revolada al voltant dels jocs, doncs aquesta criatura no estava prevista en el disseny original de tots dos títols.
El jugador controla al protagonista des d'una perspectiva aèria i recorre la regió fictícia de Kanto per dominar les batalles Pokémon. L'objectiu principal del joc és convertir-se en el campió de Kanto en derrotar els quatre millors entrenadors Pokémon de la regió, l'Elite Four. Un altre objectiu és completar la Pokédex, una enciclopèdia que es troba dins del joc, mitjançant l'obtenció de les 151 espècies Pokémon disponibles. Red i blue permeten utilitzar el Game Link Cable per connectar dues consoles i intercanviar Pokémon o combatre entre els jugadors. Tots dos títols són independents un de l'altre, però, al seu torn, tots dos presenten el mateix argument i, a pesar que poden jugar-se per separat, és necessari que els jugadors intercanviïn entre si diferents criatures per poder tenir les 151 espècies Pokémon.
Red i Blue van rebre, en la seva majoria, ressenyes positives; els crítics van elogiar les opcions multijugador, especialment el concepte d'intercanvi. Tots dos títols van obtenir una puntuació global de 89% per part de GameRankings. Així mateix es troben en una posició important en diferents llistes d'estil top; el lloc web IGN va realitzar una sèrie de ressenyes respecte a aquests títols a partir de 2003, les quals van ser fetes consecutivament durant quatre anys, i en totes elles figuren entre «Els 100 millors jocs de tots els temps». El llançament de tots dos jocs va marcar el començament del que es convertiria en una franquícia que va vendre milions de còpies al voltant del món, per la qual cosa van ser inclosos en 2009 dins del Llibre Guiness dels rècords mundials en les seccions «Millor joc de rol venut per Game Boy» i «Millor joc venut del gènere RPG de tots els temps».

## Argument

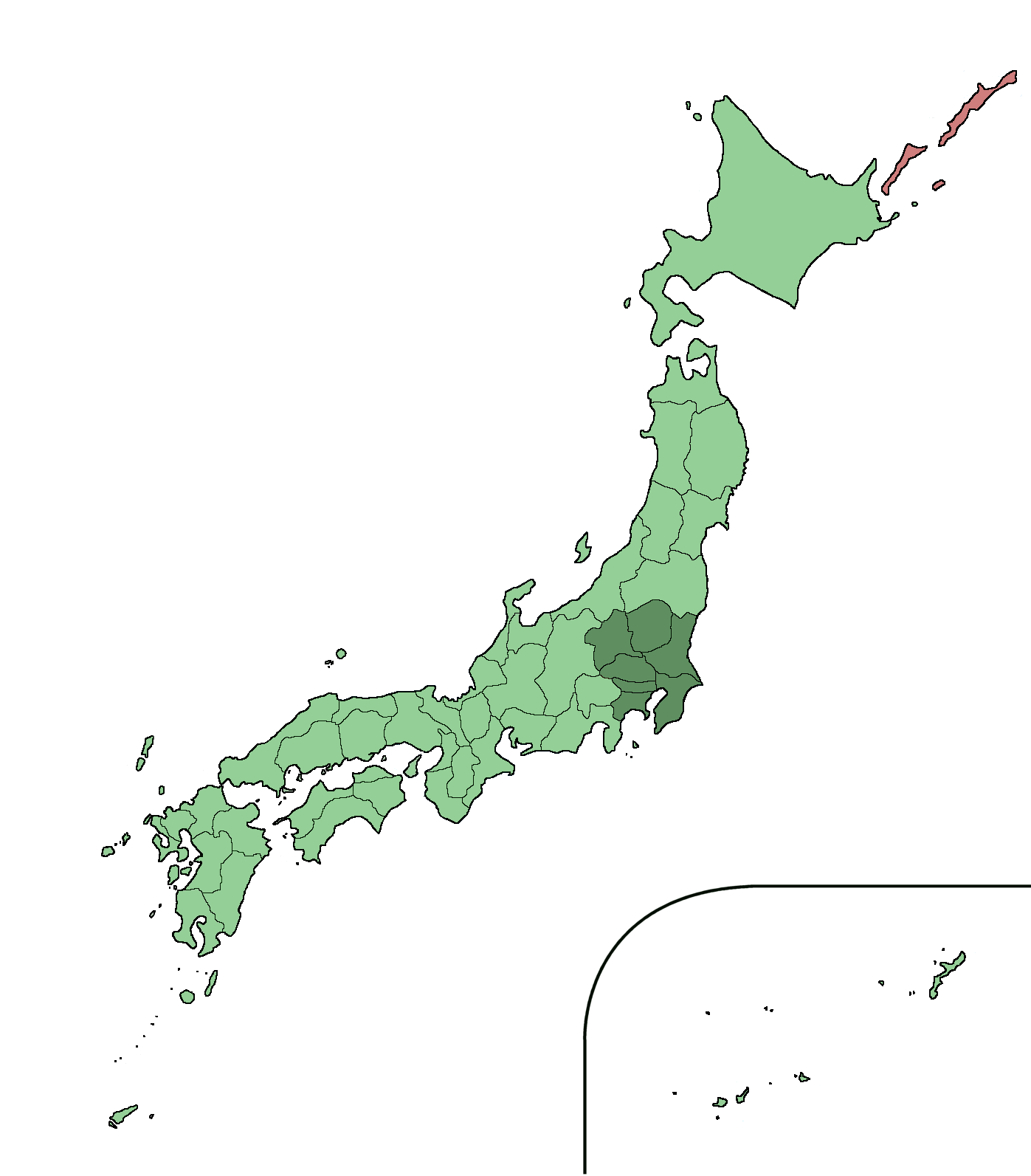
La regió de Kantō va servir com a inspiració per a la creació del món Pokémon, a pesar que aquest sol es troba present durant les primeres versions de la sèrie, amb excepció de la segona generació.

### Ambientació
Pokémon Red i Blue es desenvolupen a la regió fictícia de Kanto —la qual, al seu torn, està basada en la regió real de Kantō (Japó). Es tracta d'una regió diferent a les mostrades en títols posteriors, amb diferents hàbitats específics per les 151 espècies Pokémon existents dins del joc. Les ciutats i els pobles són els principals assentaments humans i existeixen rutes que permeten la comunicació entre aquests. Algunes zones només són accessibles quan el jugador obté un objecte clau o quan els Pokémon que ell porta aprenen una habilitat especial. Les àrees en les quals el jugador pot capturar Pokémon varien des de l'oceà fins a diverses coves, on el tipus d'espècie disponible és diferent segons el lloc. Per exemple, Horsea només pot ser capturat mentre el jugador es troba pescant, o bé, mentre que aquest es trobi sobre algun cos d'aigua, mentre que Zubat només pot ser capturat dins d'una cova.

### Sinopsi
El protagonista de Pokémon Red i Blue és un jove preadolescent —el joc tria per defecte el seu nom com a «Red», encara que el jugador pot escollir-lo lliurement— que viu en un petit lloc anomenat Pallet Town. Després d'intentar aventurar-se per si sol entre l'herba alta, una veu adverteix al jugador que s'aturi. El Professor Oak, un famós investigador Pokémon, explica al jugador que diferents Pokémon salvatges poden estar vivint aquí, per la qual cosa si s'arriba a trobar amb un d'ells, pot resultar molt perillós. El professor porta al jugador fins al seu laboratori, on coneix al net d'Oak, un rival que aspira a convertir-se en Entrenador Pokémon. Tant al jugador com al rival se'ls explica que és necessari que tots dos triïn al seu Pokémon inicial perquè aquest els acompanyi durant la seva travessia. Les criatures a escollir són Bulbasaur de tipus planta, Charmander de tipus foc, i Squirtle de tipus aigua. El net d'Oak sempre escollirà al Pokémon que es trobi en avantatge en relació al que el jugador triï i a continuació li repta a una batalla Pokémon. En certs punts de tots dos jocs, el rival tornarà a reptar de nou al jugador a una batalla.
Mentre es van visitant les ciutats de la regió, el jugador podrà trobar unes instal·lacions especials anomenades gimnasos. Dins d'aquests edificis hi ha persones que es diuen líders de gimnàs, a els qui el jugador haurà de desafiar i derrotar en una batalla Pokémon per obtenir un total de vuit medalles de gimnàs. Una vegada adquirides aquestes medalles, el jugador pot accedir a la Lliga Pokémon per derrotar els millors entrenadors de la regió. Allí, el jugador combatrà contra l'«Elite Four» ('Alt Comandament') i, finalment, contra el campió de la lliga Pokémon: el net d'Oak. Al llarg del joc, el jugador haurà de lluitar a més contra les forces del Team Rocket, una organització criminal que abusa dels Pokémon i idea diversos plans per robar espècies rares, els quals hauran de ser frustrats pel jugador.

## Mecànica de joc

En aquesta batalla a Pokémon Red, el Pokémon de la part superior dreta de la pantalla és el de l'oponent, un Charmander; la de la part inferior esquerra és la del jugador, en aquest cas, un Bulbasaur. Les opcions del jugador es mostren a la part inferior dreta.

Red i Blue són jocs en tercera persona que utilitzen en Red com a protagonista. Els jocs es desenvolupen mitjançant una perspectiva aèria i que consisteixen en tres pantalles de joc diferents: el mapa general, on el jugador maneja al protagonista; una pantalla de batalla amb vista lateral; i una interfície de menús, en la qual el jugador pot configurar els seus Pokémon, objectes i les opcions de joc.
El jugador pot utilitzar els seus Pokémon per entaular batalles contra altres entrenadors o Pokémon salvatges. Quan el jugador es troba aleatòriament amb un Pokémon salvatge o s'enfronta a un entrenador, la pantalla principal canvia a una interfície de batalla per torns, en la qual es mostren als Pokémon participants. Durant la batalla, el jugador pot triar una maniobra perquè el seu Pokémon combati usant un dels seus quatre possibles moviments i intentar afeblir el Pokémon rival, utilitzar objectes, canviar el seu Pokémon per un altre, o intentar fugir. Els Pokémon tenen punts de salut (abreujat com a «PS»). Quan aquests són reduïts fins a zero, el Pokémon es desmaia i no pot continuar batallant fins que sigui reviscut. Una vegada que el Pokémon enemic es desmaia, els Pokémon del jugador involucrats en la batalla contra ell, reben una certa quantitat de punts d'experiència (abreujat com «EXP»). Després d'acumular cert nombre de punts d'experiència, el Pokémon pot pujar de nivell. El nivell dels Pokémon regula les seves propietats físiques, com a increments en les estadístiques de batalla, i la possibilitat d'aprendre moviments nous. A més, incrementar el nivell fins a un determinat límit és un factor que en la majoria dels Pokémon, implica una evolució a una altra criatura diferent i més forta.
La captura de Pokémon és un altre element essencial del sistema de joc. Durant la batalla contra un Pokémon salvatge, el jugador pot llançar-li un objecte anomenat Poké Ball. Si el Pokémon és capturat amb èxit, aquest passarà a ser propietat del jugador. Els factors que afecten a l'èxit d'aquesta captura depenen dels punts de vida que tingui la criatura en qüestió i del tipus de Poké Ball utilitzada: com més baixos siguin els punts de salut del Pokémon i més efectiva sigui la Poké Ball utilitzada, major serà la probabilitat de capturar aquesta criatura. L'últim objectiu de tots dos jocs és completar les entrades de la Pokédex, una exhaustiva enciclopèdia de Pokémon, mitjançant la captura, evolució, i intercanvi per obtenir les 151 espècies diferents.

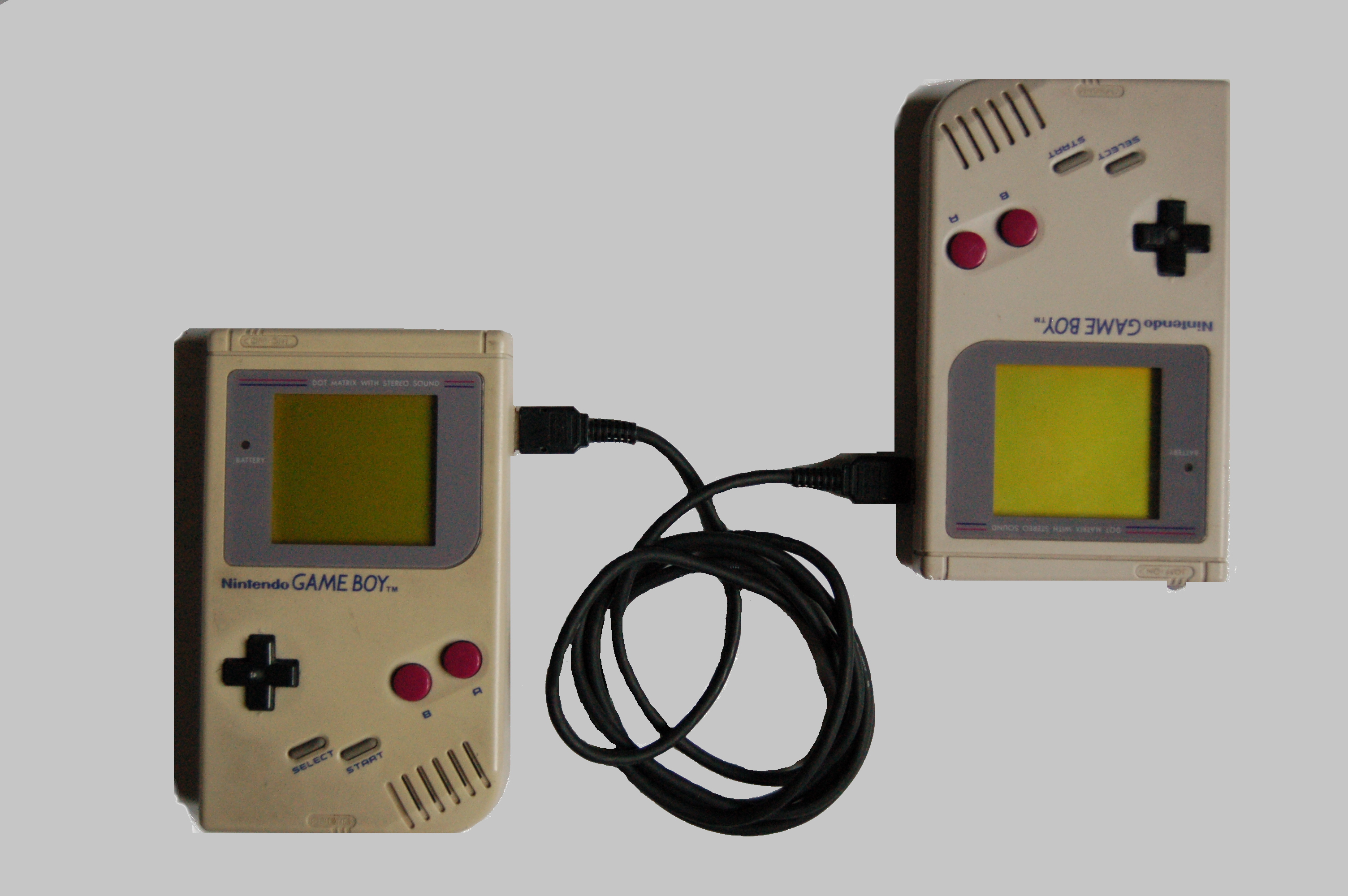
El Game Link Cable permet als jugadors intercanviar entre si diferents Pokémon de consola a consola, característica que va ser innovadora dins de la indústria.

### Interactivitat
Pokémon Red i Blue permeten als jugadors intercanviar diferents criatures entre tots dos cartutxos mitjançant el cable link. Aquest mètode d'intercanvi és necessari per completar totalment la Pokédex, ja que ambdues versions tenen Pokémon exclusius. A més el cable link també permet entaular batalles contra l'equip Pokémon d'un altre jugador. Mentre es juga a Red i Blue en una Game Boy Advance o SP, el cable estàndard de GBA/SP no funciona, per la qual cosa els jugadors han d'utilitzar l'Universal Game Link Cable en el seu lloc. D'altra banda, les versions angleses de tots dos títols no són compatibles amb les seves homòlogues japoneses i un intercanvi entre elles provoca una corrupció de dades dins del joc, ja que utilitzen un idioma diferent i, per tant, conjunts de caràcters diferents.
A més de poder interactuar amb Pokémon Yellow, Pokémon Red i Blue permeten intercanviar criatures amb els títols de la segona generació: Pokémon Gold, Silver i Crystal. No obstant això, cal tenir present certes limitacions: els jocs no poden establir connexió si el jugador posseeix un Pokémon o moviment introduït en aquests nous jocs. A més, utilitzant el Transfer Pak de la Nintendo 64, es poden usar dades de Pokémon o objectes per traslladar-los als títols d'aquesta consola: Pokémon Stadium i Pokémon Stadium 2. Red i Blue no són compatibles amb els jocs de les següents generacions llançats per Game Boy Advance i GameCube.

## Desenvolupament
| Disseny de joc i director | Satoshi Tajiri                                                |
| Disseny de personatges    | Ken Sugimori Atsuko Nishida                                   |
| Programadors              | Teruki Murakawa Kohta Fukui Tetsuya Watanabe Shigeki Morimoto |
| Productors                | Shigeru Miyamoto Tsunekazu Ishihara Takeshi Kawaguchi         |
| Disseny del mapa          | Kenji Matsushima Fumihiro Nonomura Ryohsuke Taniguchi         |
| Disseny paramètric        | Takeo Nakamura Koji Nishino                                   |
| Disseny de criatures      | Motofumi Fuziwara Shigeki Morimoto Satoshi Oota               |
| Música i efectes de so    | Jun'ichi Masuda                                               |
| Proves del producte       | Akiyoshi Kakei Takeo Nakamura Kazuki Tsuchiya                 |
| Traducció del text        | Nob Ogasawara                                                 |
| Coordinació a Amèrica     | Hiro Nakamura Sara Osborne Gail Titllin                       |
| Referències               | [ 33 ] [ 34 ]                                                 |

### Concepció
El concepte de la saga Pokémon prové de l'afició de col·leccionar insectes, un passatemps popular del qual gaudia el dissenyador de videojocs Satoshi Tajiri quan era nen. Mentre creixia, va observar com el poble on vivia va començar a tenir una major urbanització i, com a resultat d'això, la població d'insectes va començar a descendir. Tajiri va notar que els nens van començar a jugar dins de les seves llars en comptes de sortir al carrer a divertir-se i se li va ocórrer la idea de crear un videojoc que contingués criatures semblants als insectes, anomenades Pokémon. Va pensar a més que els nens podien relacionar-se amb els Pokémon si ells els posaven un nom al seu antull d'una manera individual a cadascun, i després manipular-los per descarregar la seva por o la seva ira sobre ells convertint-se així en una bona manera de relaxar-los contra la tensió diària. No obstant això, els Pokémon mai sagnen o moren durant una batalla, simplement es desmaien —ja que es tractava d'un tema molt delicat per Tajiri i deia que no volia omplir, encara més, el món dels videojocs amb «violència sense sentit».
Quan la Game Boy va ser posada a la venda, Tajiri va pensar que el sistema era perfecte per a la seva idea, sobretot perquè creia que el cable link podia permetre als jugadors intercanviar entre si diferents Pokémon. Aquest concepte sobre l'intercanvi d'informació entre cartutxos era alguna cosa innovador dins de la indústria dels videojocs, ja que amb anterioritat aquests cables només eren usats per a les competicions. «M'imaginava un munt d'informació transferida d'una Game Boy a una altra, i vaig dir 'wow', això té bona pinta!», va comentar Tajiri. També va estar influenciat pel joc de Square produït per la Game Boy The Final Fantasy Legend, i va declarar durant una entrevista que aquest joc li havia donat una idea sobre que la majoria dels jocs d'acció que només podien ser desenvolupats per a aquesta consola portàtil.
El personatge principal va rebre el nom de Satoshi —nom real de Tajiri i que al seu torn és descrit com ell mateix durant la seva adolescència—, mentre que l'altre personatge, el rival del protagonista, va ser anomenat Shigeru en honor al seu antic amic, mentor, model a seguir i company de treball en les instal·lacions de Nintendo, Shigeru Miyamoto. Ken Sugimori, artista i vell amic de Tajiri, va dirigir el desenvolupament dels primers dibuixos i esbossos dels Pokémon, treballant amb menys de deu persones que van concebre i van idear el disseny de les 151 criatures. Cada vegada que Sugimori acabava de dibuixar cada esbós, dibuixava a cada personatge des de diferents angles perquè això ajudés al departament gràfic de Game Freak a reproduir-lo adequadament durant la programació del joc. La música per a tots dos títols va ser composta per Junichi Masuda i va utilitzar els quatre canals de so amb els quals compta la Game Boy per crear tant les melodies i els efectes de so, com els «grunyits» dels Pokémon que s'escolten quan el jugador es troba amb un. El tema principal del joc, titulat «Monster» —en català: «Monstre»—, va ser compost mentre ell s'imaginava una escena de batalla entre aquestes criatures i va ser interpretat mitjançant un soroll blanc perquè sonés a manera de música de marxa militar, imitant una petita caixa orquestral.

### Producció
El nom original de la franquícia anava a ser Capsule Monsters, però el títol de tots dos jocs va passar per transicions a causa de la dificultat que existia entre diverses marques, arribant en algunes ocasions a referir-s'hi com a CapuMon o KapuMon, abans que finalment s'establís sota el nom de Pocket Monsters. Tajiri sempre va pensar que Nintendo rebutjaria el seu projecte, ja que la companyia no va entendre el concepte la primera vegada que se li va ser presentat. No obstant això, els jocs van resultar ser un rotund èxit, alguna cosa que ni Tajiri ni Nintendo esperaven, sobretot pel declivi de vendes que la Game Boy anava començant a tenir en aquest temps. En assabentar-se del concepte de Pokémon, Miyamoto va suggerir la programació de diversos cartutxos amb diferents criatures a cadascun, assenyalant que ajudaria al concepte de l'intercanvi entre jugadors.

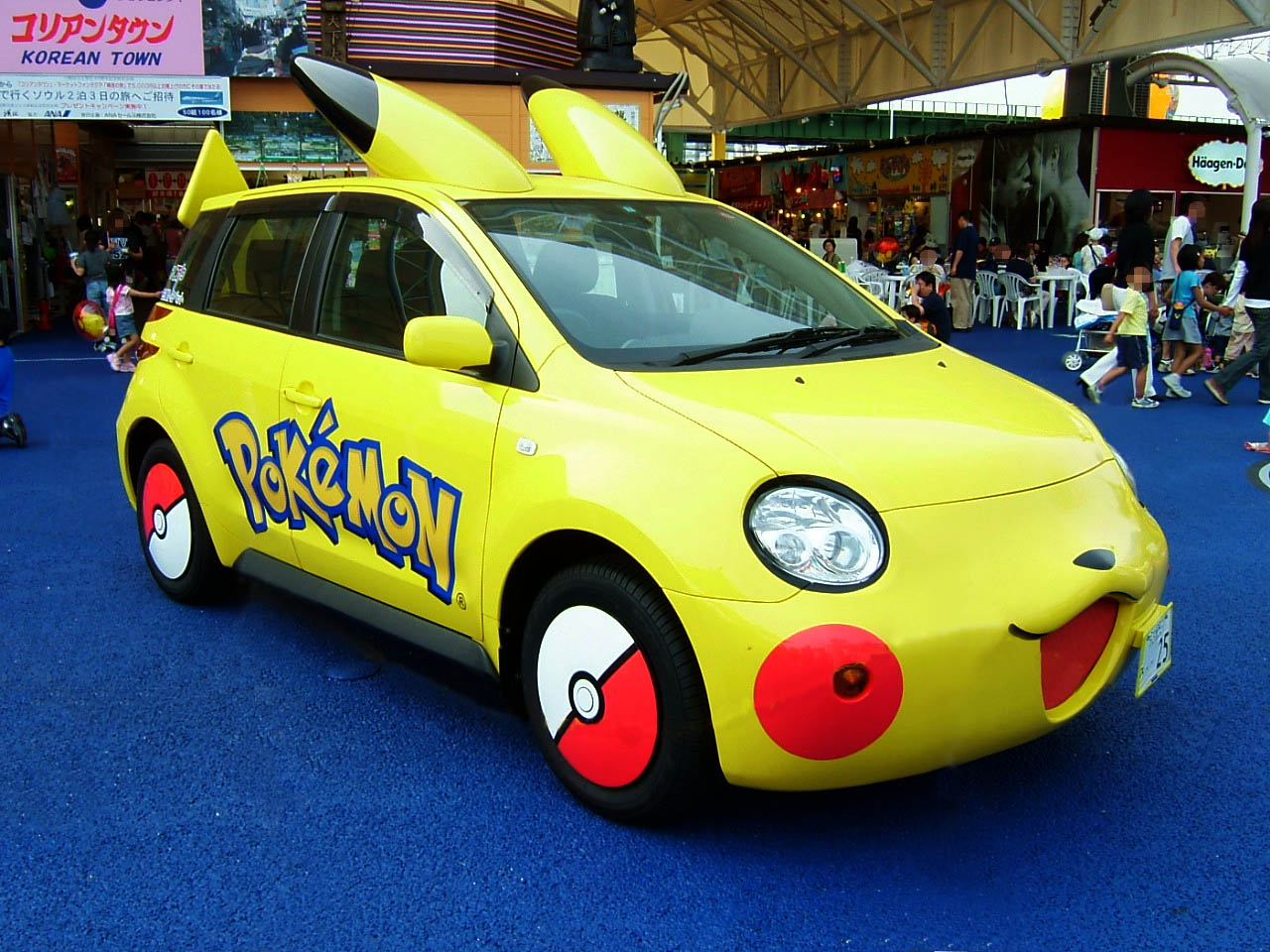
La popularitat de Pokémon es va estendre per tot el món, a causa de l'èxit de les primeres versions Red i Blue. En la imatge un automòbil de marca Toyota, modificat per semblar-se a Pikachu, la mascota oficial de la franquícia.

Al Japó Pocket Monsters: Red i Pocket Monsters: Green van ser les primeres versions a ser publicades. Aquestes es van vendre ràpidament, en part per la idea que Nintendo va tenir respecte a la producció de dues versions diferents sobre un mateix títol, incitant als consumidors a comprar ambdues. Diversos mesos després, la versió Blue va ser publicada posteriorment al país del sol naixent, la qual era adquirida només mitjançant una comanda per correu, la qual oferia un millorat motor gràfic juntament amb un nou diàleg entre personatges. Per afegir més desafiament als jocs, Tajiri va revelar que un Pokémon addicional anomenat Mew es trobava ocult dins de les partides, i al seu judici va considerar que aquest secret «havia creat molts rumors i mites al voltant dels jocs» i a més «va mantenir viu l'interès per tots dos títols». Aquest Pokémon no va figurar inicialment com una de les criatures que podien ser capturades, ja que Sugimori li havia realitzat un esbós; tot i que qui es va encarregar d'afegir-lo a les versions finals del joc va ser en realitat Shigeki Morimoto; això ho va fer amb la finalitat de fer-li una broma a l'equip de desenvolupament de Game Freak, doncs quan el joc va sortir a la venda només ells sabien de la seva existència. Al moment que Tajiri va revelar l'existència d'aquest Pokémon, diversos jugadors, i fins i tot el propi Morimoto, es van mostrar sorpresos. Se suposava que aquesta criatura només podia ser adquirida durant un esdeveniment promocional que Nintendo estava planejant; no obstant això, durant el 2003 va ser trobat un error de programació en els jocs, la qual cosa permetia alterar la configuració dels mateixos, i explotar-los per així aconseguir aquest Pokémon tan elusiu.
Durant la traducció per a la versió americana de Pokémon, un petit equip encapçalat per Hiro Nakamura va ser reanomenat individualment a cadascun dels personatges per a les audiències occidentals, basant-se en l'aparença i característiques específiques de cada monstre, perquè amb això fos posteriorment aprovat per Nintendo of Japan. A més, durant aquest procés, Nintendo va registrar legalment el nom de les 151 criatures, amb la finalitat d'assegurar-se que cadascuna d'elles fossin úniques dins de la franquícia. Durant el procés de traducció, es va fer evident que el simple fet d'alterar el text dels jocs del japonès a l'anglès semblés alguna cosa impossible; davant això, els jocs van haver de tornar a ser reprogramats des de zero, ja que a causa de la fragilitat del seu codi font, el període de programació va resultar inusualment lent i, per això, el joc es va retardar. Per tant, es va decidir que els jocs estiguessin basats en la versió japonesa més moderna de la versió Blue; modelant al seu torn la programació juntament amb l'estil gràfic, però mantenint la mateixa distribució dels Pokémon que es trobaven tant en les versions japoneses de Red i Green, respectivament.
A mesura que acabaven les versions Red i Blue, s'estava preparant el seu llançament en territori americà, per la qual cosa Nintendo va invertir prop de 50 milions USD per promoure els jocs, tement que la sèrie no fos del grat dels nens americans. L'equip localitzat a occident va preveure que aquesta vegada els «bufons petits monstres» no fossin acceptats pel públic americà, per la qual cosa va recomanar que els cartutxos fossin redissenyats i «reforçats». El llavors president de Nintendo Hiroshi Yamauchi es va negar a la petició i en comptes d'això va prendre l'assumpte de l'acolliment americà com «un desafiament de com cal afrontar». Malgrat aquests contratemps, unes edicions reprogramades de Red i Blue, sota el disseny original de cadascun dels monstres, van ser eventualment publicats i posats a la venda als Estats Units prop de dos anys i mig després que Red i Green debutessin al Japó. Els jocs van ser bastant ben rebuts per part del públic estranger, la qual cosa va provocar que Pokémon es convertís en una franquícia amb finalitats de lucre a l'Amèrica del Nord.

## Recepció i llegat
A partir de la bona recepció que van obtenir Pokémon Red i Blue, la sèrie de Pokémon va aconseguir convertir-se en un èxit mercadotècnic d'altíssimes vendes, una franquícia de milers de milions de dòlars. Al Japó, Red, Blue i Green, han venut en conjunt prop de 10,4 milions de còpies, mentre que els Estats Units, Red i Blue si han venut 8,4 milions de cartutxos, En conjunt, Pokémon Red/Green/Blue/Yellow va vendre més de 46 milions d'unitats a tot el món, convertint-se en el joc més venut de la història per a Game Boy. Els jocs van entrar al Llibre Guinness dels rècords en la categoria de «Millor joc venut de RPG per la Game Boy» i «Millor joc venut de gènere RPG de tots els temps» l'any 2009.
Els jocs van rebre en la seva majoria ressenyes positives per part dels crítics, ostentant una puntuació global per part de Game Rankings d'un 89%. Elogis especials van ser atorgats a les característiques de multijugador que tots dos títols posseeixen: la capacitat d'intercanviar i combatre amb Pokémon d'un altre jugador. Craig Harris els va atorgar una puntuació «magistral» de 10 sobre 10, destacant que «fins i tot quan acabes l'aventura principal, t'adones del fet que encara no tens tots els Pokémon dins de la teva partida. El desafiament per atrapar-los a tots és sens dubte el major atractiu del títol». També va comentar sobre la popularitat que el joc havia aconseguit, especialment entre els nens, la qual cosa es va descriure com una «mania». L'editor de GameSpot Peter Bartholow, que els va donar una «genial» puntuació de 8,8 sobre 10 a ambdues versions, va citar que els gràfics i l'àudio eren alguna cosa «primitius», però va comentar que aquests detalls eren els únics inconvenients del joc. Va elogiar així mateix la rejugabilitat de les dues versions, a causa principalment a la personalització i varietat que eren possibles realitzar en tots dos jocs; també va comentar que tenen un cert «atractiu universal»: «Sota aquest tendre exterior, Pokémon és un joc de rol seriós i únic, amb moltes interfícies profundes i excel·lents sobre el sistema multijugador. Com RPG, és prou accessible pels quals recentment arriben a entendre el gènere, i amb això poder gaudir-ho; però així i tot podrà entretenir per una bona estona als veterans del mateix. Fàcilment és un dels millors jocs per la Game Boy fins avui».
Se li ha atribuït l'èxit d'aquests jocs a la seva innovadora experiència de joc en lloc dels seus efectes audiovisuals. Diversos arxius publicats per la Columbia Business School van indicar que tant els nens americans com els japonesos preferien la mecànica de joc actual per sobre els efectes visuals o d'àudio avançats. S'ha dit que en els jocs de Pokémon, l'absència d'aquests efectes artificials en realitat promouen la imaginació i la creativitat dels nens. «Amb tota la discussió que s'ha format al voltant dels motors gràfics i les textures del mapeado d'aquests jocs, ha d'haver-hi una mica d'estimulant en el superlatiu sistema de joc que et fa ignorar els simples gràfics de 8 bits», va comentar The Guardian.
El lloc web d'Internet dedicat als videojocs 1up.com, va compondre una llista sobre el «Top 5 dels Jocs 'Que arriben tard a la Festa'» la qual mostra certs títols selectes que poden «demostrar el potencial de les consoles que no van ser explotades comercialment» on a més aquests jocs van ser publicats tardanament amb relació a la seva respectiva consola. Red i Blue van figurar en el primer lloc, i van ser classificats com la «arma secreta» de Nintendo quan diversos jocs van ser traslladats a la consola portàtil Game Boy a finals dels anys 1990. En la llista feta per Nintendo Power, ambdues versions de Red i Blue van adquirir juntes el títol al tercer millor joc per a la consola Game Boy/Game Boy Color, comentant que l'única cosa que va mantenir a l'equip de redacció jugar aquestes versions va ser el fet de capturar a tots els Pokémon. La Official Nintendo Magazine va esmentar a tots dos jocs com uns dels millors títols de Nintendo de tots els temps, doncs van ocupar el lloc número 52.° dins de la seva llista dels «100 millors jocs de Nintendo». Red i Blue van ocupar el lloc número 72.° el «Top 100 dels Millors Jocs de tots els temps» feta per IGN durant 2003, en la qual els crítics van declarar que tots dos jocs «van generar una revolució» de la qual cosa, van elogiar el profund disseny i la complexa estratègia de gameplay, a més de l'opció que existeix per intercanviar aquestes criatures amb altres jugadors. Dos anys més tard, tots dos jocs van ascendir de posició aconseguit el lloc número 70.° dins de l'actualitzada llista; amb el llegat d'aquests títols, el staff d'edició va tornar a comentar que els jocs han inspirat diverses seqüeles, pel·lícules, programes de televisió i altres mitjans que se sumen a una infinitat de productes relacionats amb la franquícia, els quals s'han aconseguit arrelar fortament dins de la cultura popular. Durant el 2007, les versions van ser una vegada més incloses dins d'una nova llista, pujant a la posició 37.°, i en ella els crítics van destacar la longevitat de tots dos jocs:
«Per tot allò que ha vingut a través de la dècada des que tot va començar aquí amb Pokémon Red & Blue. La seva barreja única entre exploració, entrenament, batalles i intercanvis, van crear un joc que era molt més profund del que aparentava ser a primera vista, i que de fet va obligar al jugador a socialitzar amb les altres per poder experimentar realment tot el que tenia per oferir. El títol és extens, apassionant i a més brilla amb una intangible addicció, que només pocs jocs aconsegueixen capturar en la seva essència. Digues el que vulguis sobre aquest joc, però són poques la franquícies relacionades amb videojocs les que poden afirmar que porten més de deu anys dins de la indústria des de la primera vegada que van aparèixer en els prestatges de les tendes».
Els jocs són considerats àmpliament els responsables de l'inici de la sèrie en general, a més de que van ajudar a marcar el camí a seguir de la reeixida franquícia multimilionària. Cinc anys després de la sortida de Pokémon Red & Blue, Nintendo va celebrar el seu «Pokémoniversari». George S. Harrison, el vicepresident de màrqueting i comunicacions de Nintendo of America, Inc. va declarar que «aquelles joies precioses [Pokémon Red & Blue] han 'evolucionat' en Ruby i Sapphire. El llançament de Pokémon Pinball permet l'aparició d'un nou lliurament sobre la nova gran aventura de Pokémon que s'aveïna i que serà introduïda durant els propers mesos». Des de llavors la sèrie ha venut més de 175 milions de jocs, tots els quals són conseqüència de l'enorme èxit que les versions Red i Blue van aconseguir des del seu llançament.
Gràcies a l'èxit i la recepció que van tenir aquestes versions a Hispanoamèrica, Nintendo va decidir reeditar tots dos jocs en castellà per a tota la regió sota el nom d'Edición Roja i Edición Azul a l'abril de l'any 2000.

## Altres versions

### Pocket Monsters: Blue
Pocket Monsters: Blue (ポケットモンスター 青, Poketto Monsutā Ao, lit. «Monstres de Butxaca Blava») va ser publicat al Japó el 15 d'octubre de 1996 com una versió especial que únicament podia ser adquirida mitjançant una comanda per correu per als subscriptors de la revista CoroCoro Comic. El joc oferia una versió gràfica més actualitzada i nous diàlegs entre personatges. Usant Blastoise com a mascota de la versió, el codi, el guió, els gràfics i el artwork de Blue van ser utilitzats per llançar internacionalment les versions Red i Green. La versió Blue que va ser llançada al Japó comptava amb un petit nombre de Pokémon que estaven disponibles a Red i Green, amb la finalitat de que certs personatges fossin exclusius en les versions originals.

### Pocket Monsters: Yellow
Pokémon Yellow: Special Pikachu Edition (ポケットモンスターピカチュウ, Poketto Monsutā Pikachū, lit. «Monstres de Butxaca Pikachu») va ser la versió especial de Red i Green que va ser llançada a la venda el 12 de setembre de 1998. El joc va ser programat perquè s'assemblés a la sèrie anime de Pokémon, en la qual el jugador rep un Pikachu com el seu Pokémon inicial i en la qual apareixen personatges no controlables de l'anime, com Jessie, James i Meowth.

### Pokémon FireRediPokémon LeafGreen
Pokémon FireRed i LeafGreen ('Pokémon RoigFoc' i 'Pokémon VerdFulla' en català i comercialitzat a Espanya com a Pokémon RojoFuego i VerdeHoja) són les versions millorades dels videojocs originals de 1996, Pokémon Red i Blue. Els nous títols van ser desenvolupats per Game Freak i per The Pokémon Company, i publicats per Nintendo per a la consola portàtil Game Boy Advance. Permetien connectar dues consoles mitjançant el Game Boy Advance Wireless Adapter, originalment inclòs amb la còpia de tots dos jocs, i mitjançant el Game Link Cable, l'ús del qual els feia compatibles amb anteriors títols de la sèrie. FireRed i LeafGreen van ser llançats inicialment al Japó durant el mes de gener de 2004, i als Estats Units i Europa durant setembre i octubre del mateix any, respectivament. Prop de dos anys després del seu llançament original, tots dos títols van ser recomercialitzats per Nintendo sota el segell de la Player's Choice.
Els jocs, en general van rebre crítiques positives, obtenint una puntuació del 81% per part de Metacritic. Els crítics, en la seva majoria, van elogiar el fet que tots dos jocs introduïssin noves característiques, encara que mantinguessin la jugabilitat clàssica de la sèrie. La recepció respecte als gràfics i l'àudio va ser més difusa, ja que alguns revisors es van queixar que eren massa simples i no van representar una millora respecte als lliuraments anteriors, Pokémon Ruby i Sapphire. FireRed i LeafGreen van vendre un total de dotze milions de còpies al voltant del globus.